# Molinos de Consuegra
Los molinos de Consuegra son un conjunto de molinos situados en el denominado «cerro Calderico», en el municipio español de Consuegra, en la provincia de Toledo, Comunidad Autónoma de Castilla-La Mancha.

## Historia
Los molinos de viento fueron construidos en la primera mitad del siglo XIX. En concreto Pascual Madoz señala un total de diez molinos harineros en 1847, en su Diccionario geográfico-estadístico-histórico de España y sus posesiones de Ultramar, aunque en el siglo XVIII al parecer existirían ya dos molinos, uno de ellos se piensa que es del siglo XVI. Tras las distintas reconstrucciones llevadas a cabo en diferentes épocas, se conservan en el siglo XXI doce de los trece molinos que en su día llegaron a coronar el cerro Calderico. Actualmente han dejado de realizar su función como molinos y se usan para fines turísticos, en el molino Sancho se celebra el sábado del último fin de semana de octubre "La molienda de la paz".

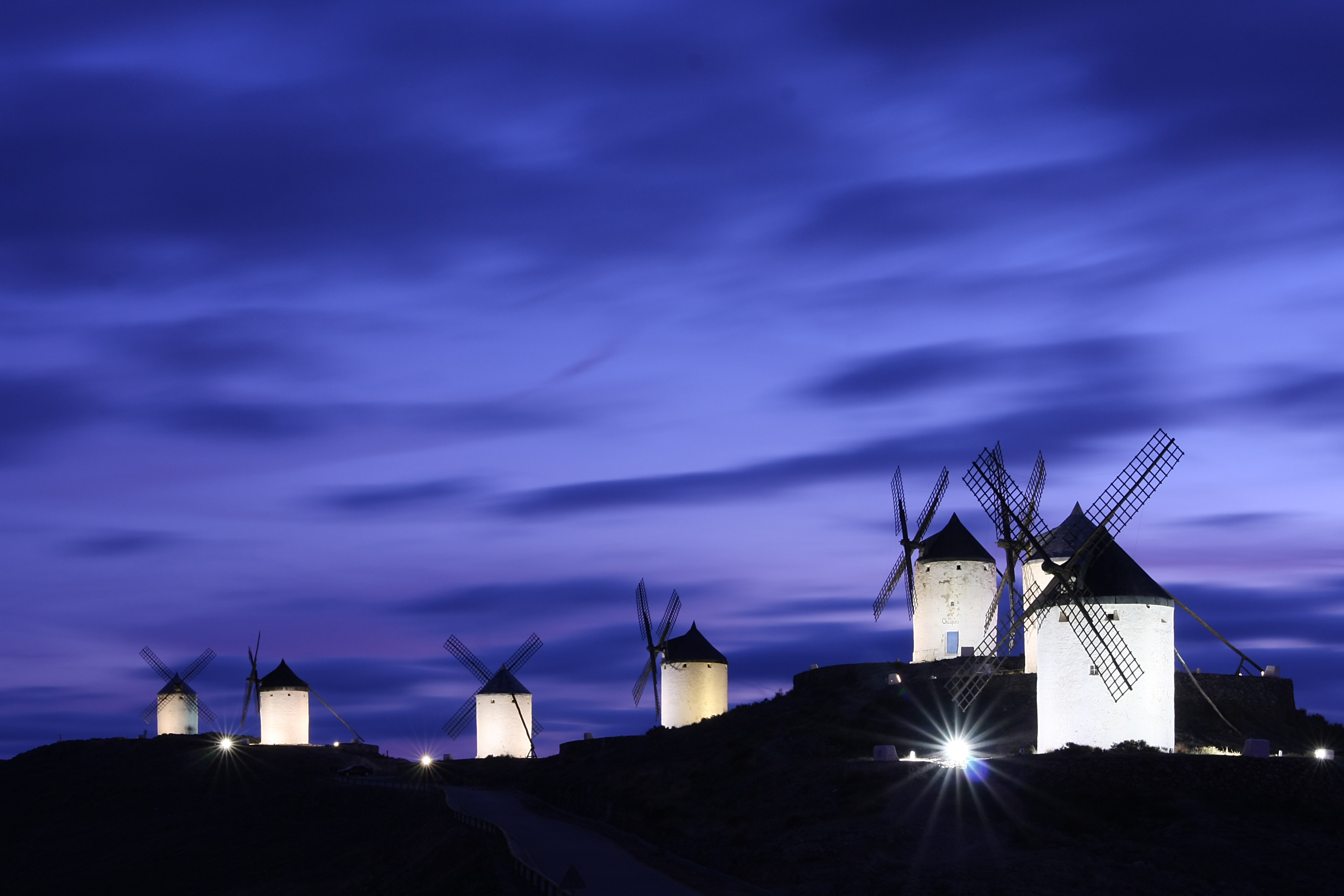
Vista nocturna

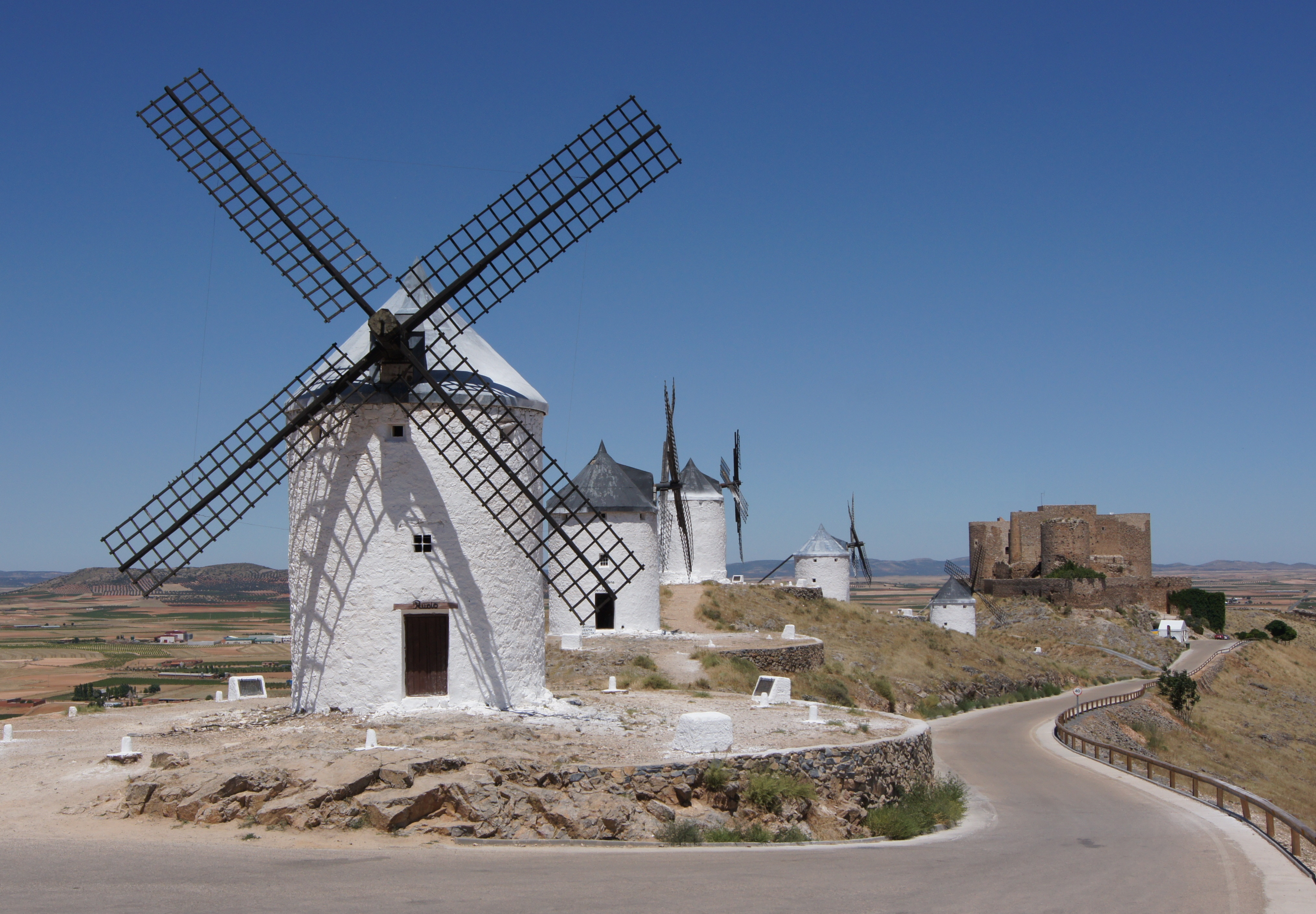
Vista de los molinos, con el castillo de la Muela al fondo.

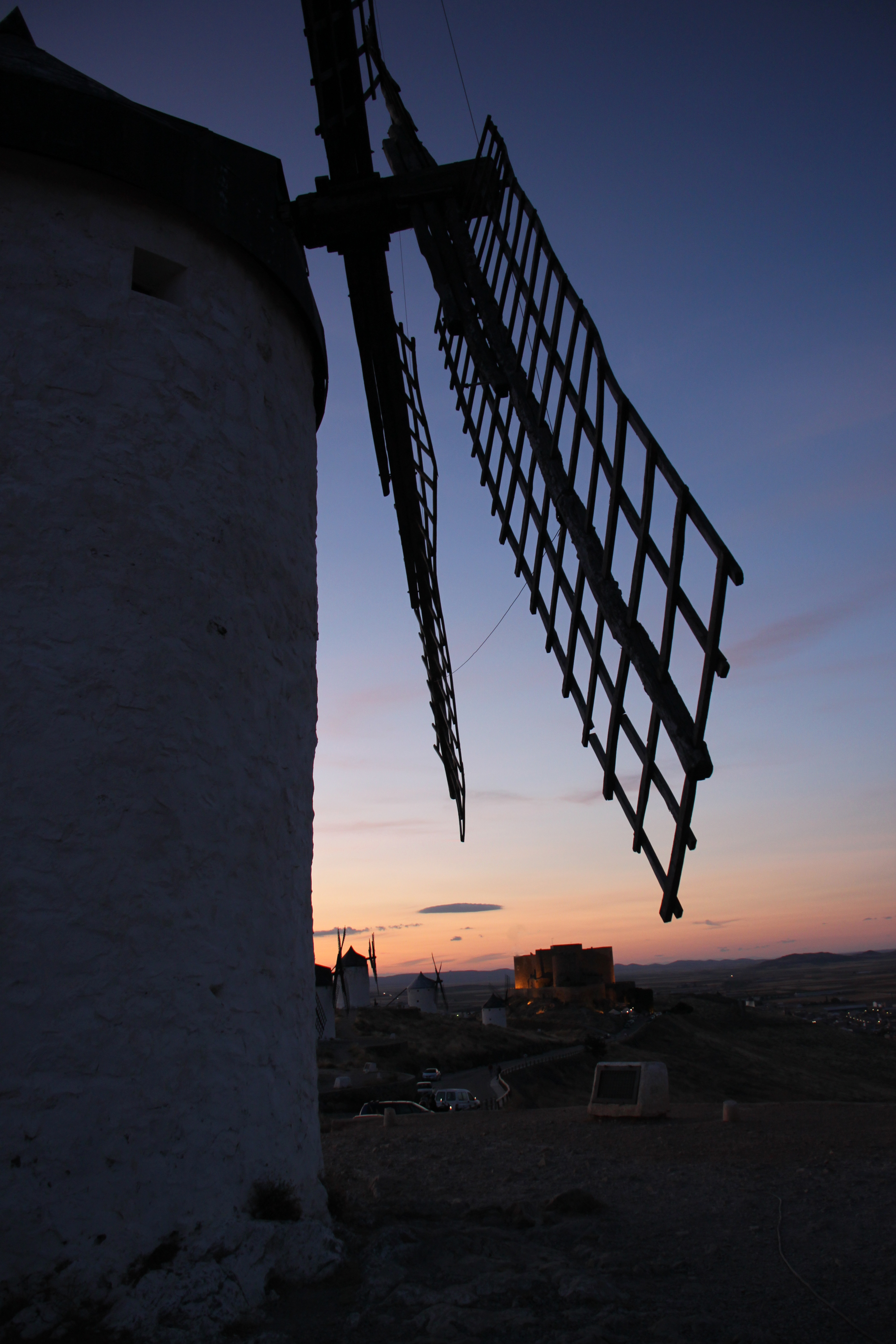
Molino al anochecer.

Estos, siguiendo la tipología del molino torre, establecida en Holanda entre los siglos XVI y XVII, presentan dos partes claramente diferenciadas: un cuerpo cilíndrico o torre formada por gruesos muros de mampostería encalada, que constituye el elemento sustentante, y una cubierta cónica giratoria de madera y cinc, que integra el conjunto motriz, manifestándose al exterior por el palo de gobierno y sus cuatro aspas rectangulares.
Su ubicación sobre el cerro Calderico y la necesidad de contar con un suelo nivelado para su edificación, determinó la construcción de una plataforma circular, reforzada en su perímetro por un muro de mampostería en el centro del cual se levanta el molino de viento.
En el grueso del muro de cerramiento de los molinos, y orientadas al sur, se abren puertas de vano adintelado, de una hoja, que dan acceso a un interior dividido en tres plantas pavimentadas con baldosa de barro y conectadas entre sí por una escalera adosada al muro. En la planta inferior, se ubica el silo, donde se almacenaba el grano molido. En la segunda planta o «camareta» se ubica el cedazo, gran tamiz dentro de un cajón para separar la harina del salvado. En la tercera planta o «moledero», estancia donde el muro reduce su espesor proporcionando un espacio de mayor amplitud, se aloja el conjunto de la maquinaria, cuyo elemento más llamativa es la rueda catalina. En la parte alta del muro se abren ocho ventanillos que servían al molinero para averiguar la dirección del viento y determinar así la orientación de las aspas.
En 2006 fue incoada la declaración conjunta como Bien de Interés Cultural del cerro, incluyéndose los molinos y el aledaño castillo de la Muela; en febrero de 2008 se aprobaría con la categoría de «Sitio histórico».

## Funcionamiento
Las cuatro aspas se cubren con unas lonas para recoger la fuerza del viento, esta fuerza es transmitida al eje de madera soportado por dos piedras a modo de cojinete de fricción; en el interior, sobre el eje esta la rueda catalina que es un engranaje con cuarenta dientes, la rueda catalina engrana con otro engranaje, la linterna, que hace girar a la piedra volandera sobre la piedra solera produciéndose la molienda del grano, el grano a moler se depositaba en la tolva y va cayendo por la canaleja al centro de las piedras de moler; la harina sale por el exterior de las piedras y es llevada a un canalón por donde caerá al cedazo y posteriormente a unos sacos. El mecanismo dispone de un freno montado sobre la rueda catalina que sirve para controlar la velocidad de la maquinaria y del sistema del alivio que controla la distancia de las piedras para obtener una harina fina o gruesa. La orientación de las aspas al viento se realiza a mano.